# San Miniato al Monte
De San Miniato al Monte is een romaanse kerk boven op een heuvel niet ver de Piazzale Michelangelo in Florence, Italië.
Alhoewel de voorgevel van San Miniato van overal in de stad goed te zien is, getroosten slechts weinigen zich de moeite een van de mooiste en best bewaarde romaanse kerken van Italië te bezoeken. Ze werd in 1015 gebouwd boven het graf van de heilige Minias (Armeens: Մինաս), een christelijke martelaar. Deze rijke Armeense koopman werd tijdens de regeringsperiode van keizer Decius in de 3e eeuw onthoofd.

## Architectuur
De gevel van de San Miniato dateert uit 1090 en is versierd met een geometrisch patroon van groen, zwart en wit marmer, kenmerkend voor de romaanse stijl. De beschikbare fondsen lieten slechts de afwerking toe van het onderste en meest eenvoudige deel van de gevel. De verdere afwerking volgde in de loop van de 12e eeuw. Het is de machtige Arte di Calimala, de gilde van de wolimporteurs, die voor de financiering zal zorgen. Boven het fronton staat trouwens het symbool van de gilde, een adelaar die een baal textiel vasthoudt. Tijdens de 13e eeuw werd onder het fronton het gerestaureerde mozaïek met de afbeeldingen van Christus, de Heilige Maagd en Sint-Minias aan de gevel toegevoegd.

## Interieur

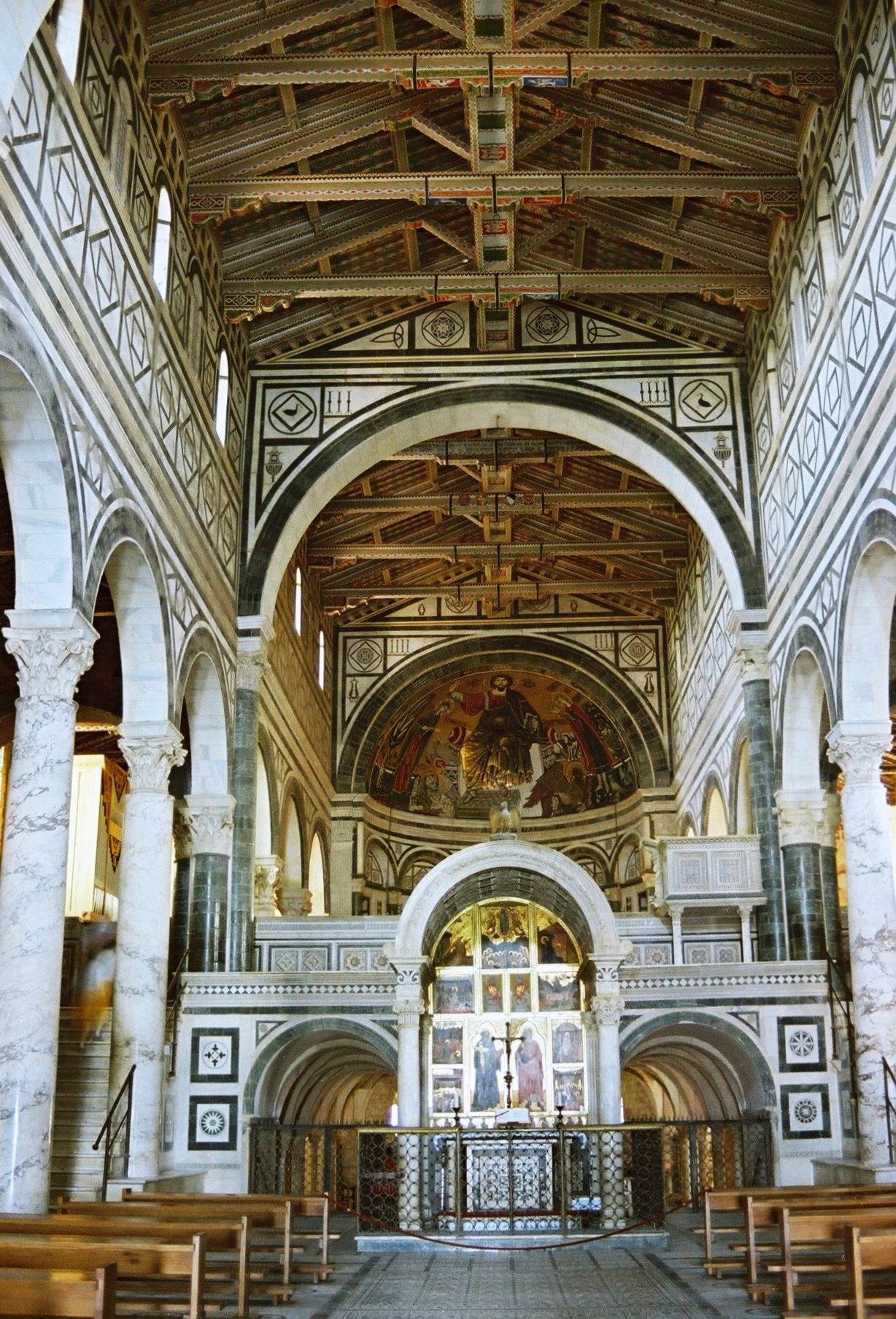
Interieur

De Calimala zorgden ook voor de versiering van het interieur. In de apsis bevindt zich een mozaïek in Byzantijnse stijl met terug de afbeeldingen van Christus, de Heilige Maagd en Sint-Minias. De vloer van het schip is ingelegd met zeven marmeren mozaïekpanelen die leeuwen, duiven en de tekens van de dierenriem voorstellen. Soortgelijk inlegwerk, vervaardigd door kunstenaars uit Ravenna treft men ook aan op het ongebruikelijk verhoogde marmeren koor en de kansel. De fresco's op de muren dateren uit de 14e en 15e eeuw.
Michelozzo bouwde in 1448 de Capella del Crocefisso, de vrijstaande kapel om een kruisbeeld dat zich thans in de Santa Trinità kerk bevindt en waarvan gezegd wordt dat het de heilige Gualberto zou toegesproken hebben, te herbergen. De kapel is versierd met terracotta's van Luca della Robbia.
In de noordelijke muur bevindt zich de grafkapel van Iacopo di Lusitania, een kardinaal die lid was van de Portugese koninklijke familie en op 25-jarige leeftijd in Florence overleed. Dit gebeurde op een ogenblik dat de Medici's enorme bedragen aan kunst spendeerden en sommige kunstenaars van de Quattrocento het toppunt van hun kunnen bereikt hadden.
Manetti, een leerling van Brunelleschi, ontwierp de kapel. De terracotta medaillons op het plafond (1461) zijn het werk van Luca della Robbia terwijl Antonio Rosselino in 1466 de rijkversierde graftombe ontwierp.
De kleurrijke sacristie is versierd met fresco's van Spinello Aretino. In de crypte bevindt zich een altaar uit de 11e eeuw met de relikwieën van de heilige Minias.

## Klokkentoren
De zware toren waaraan men in 1523 begonnen was, werd nooit voltooid. Tijdens het beleg van Florence oordeelde Michelangelo dat de heuvel kwetsbaar was. Hij liet versterkingen bouwen waarvan men de overblijfselen nog rond het kerkhof aantreft. In de onafgewerkte toren plaatste hij kanonnen.